# Begum Rokeya
Begum Rokeya Sakhawat Hossain (Distretto di Rangpur, 9 dicembre 1880 – Calcutta, 9 dicembre 1932) è stata una scrittrice indiana di etnia bengalese, attivista sociale, pensatrice, e avvocato per i diritti delle donne..
Considerata la femminista pioniera del Bangladesh, ha scritto romanzi, poesie,  storie,  fantascienza,  satire, trattati e saggi:  nei suoi scritti ha sostenuto che sia gli uomini che le donne dovrebbero essere trattati allo stesso modo di esseri razionali, e che la mancanza di educazione è la ragione principale della discriminazione contro le donne.  Le sue opere principali includono Abarodhbasini,  un attacco alle forme estreme di purdah che mettono in pericolo vite e pensieri, Il Sogno di Sultana, un romanzo di fantascienza situato in un luogo chiamato "Lady Land", un mondo governato da donne, Padmarag ("Essence of Lotus", 1924), un altro romanzo utopistico femminista. 
Rokeya ha suggerito che l'educazione delle donne è la condizione principale della liberazione delle donne;  pertanto, ha fondato la prima scuola rivolta principalmente alle ragazze musulmane bengalesi a Calcutta. Si dice che Rokeya andasse di casa in casa per convincere i genitori a mandare le loro figlie a scuola.  Fino alla sua morte, ha gestito la scuola nonostante abbia affrontato critiche ostili e vari ostacoli sociali.
Nel 1916, ha fondato l'Associazione delle donne musulmane, un'organizzazione che ha combattuto per l'istruzione e l'occupazione delle donne. Nel 1926, Rokeya presiedette la Conferenza sull'istruzione femminile bengalese convocata a Calcutta che fu il primo tentativo significativo di riunire le donne a sostegno dei diritti all'istruzione. Fu coinvolta in dibattiti e conferenze riguardanti i progressi delle donne fino alla sua morte, avvenuta il 9 dicembre 1932, poco dopo aver presieduto una sessione durante la Conferenza delle donne dell'India.
Il 9 dicembre di ogni anno in Bangladesh si celebra il "Rokeya Day", per commemorare il suo operato.  In quel giorno, il governo del Bangladesh conferisce il Begum Rokeya Padak, ,un tributo alle donne che hanno dato un contributo eccezionale nella lotta per il riconoscimento dei diritti delle donne.  I suoi scritti hanno invitato le donne a protestare contro l'ingiustizia e a rompere le barriere sociali che le hanno discriminate.